# Cotesia hallii
Cotesia hallii är en stekelart som först beskrevs av Alpheus Spring Packard 1877.  Cotesia hallii ingår i släktet Cotesia och familjen bracksteklar. Inga underarter finns listade i Catalogue of Life.

## Bildgalleri

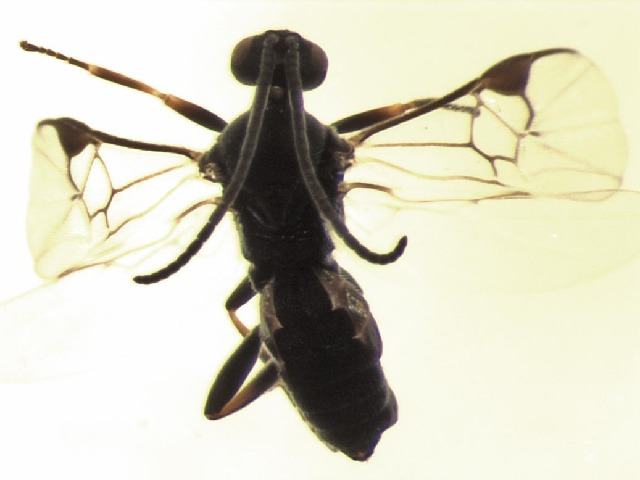